# Emilia Bicchieri
Emilia Bicchieri (ur. 1238 w Vercelli, zm. 3 maja 1314 tamże) – włoska dominikanka, błogosławiona Kościoła katolickiego.

## Życiorys
Emilia Bicchieri urodziła się w zamożnej rodzinie. Była czwartym dzieckiem spośród siedmiu sióstr. Wstąpiła do klasztoru dominikanek. Od 1273 roku sprawowała funkcję przełożonej klasztoru. Zmarła w wieku 76 lat.
Kult jako błogosławionej został zatwierdzony przez papieża Klemensa XIV 19 lipca 1769 roku.